# Hoogstift
Een hoogstift of prinsbisdom, (Duits: Hochstift), is een term uit het Heilige Roomse Rijk waarmee tot in 1803 een bisdom aangeduid werd, waarin de prins-bisschop  als soeverein vorst ook de wereldlijke macht uitoefende. Destijds werd overigens ook gewoon van stift gesproken. Hoogstiften waren Rijksstanden, dus met een zetel en een stem in de Rijksdag.
De Nederlanden kenden twee hoogstiften, het Sticht Utrecht van 1024 tot 1528, en het prinsbisdom Luik.